# Gardaseeforelle
Die Gardaseeforelle (Salmo carpio) ist eine Fischart aus der Familie der Lachsfische (Salmonidae), die endemisch im norditalienischen Gardasee vorkommt.

## Merkmale
Ausgewachsene Gardaseeforellen sind außerhalb der Paarungszeit silbrig mit nur sehr wenigen schwarzen Punkten auf dem Körper und fast keinen Punkten auf dem Kopf. Während der Paarungszeit entwickeln einige Männchen eine dunkel-marmorierte Körperfärbung. Gardaseeforellen erreichen eine Länge von bis zu 50 Zentimetern.

## Lebensweise
Gardaseeforellen leben vorwiegend in Wassertiefen von 100 bis 200 Metern. Sie ernähren sich von Zooplankton, im Sommer auch von bodenbewohnenden Krebstieren. Die Männchen werden mit zwei, die Weibchen mit drei Jahren geschlechtsreif. Die Paarung findet alle ein bis zwei Jahre statt. Der Laich wird in 50 bis 300 Meter Tiefe in der Nähe unterirdischer Quellen abgegeben. Das Höchstalter beträgt fünf Jahre.

## Bedrohung
Die Gardaseeforelle wird in der Roten Liste der gefährdeten Arten als vom Aussterben bedroht (Critically Endangered) geführt. Als Hauptbedrohung gelten Überfischung, Wasserverschmutzung und die Konkurrenz durch eingeführte Fischarten.